# Helmut Kremers
Helmut Kremers (Mönchengladbach, 24 de março de 1949) é um ex-futebolista alemão que atuava como defensor.

## Carreira
Helmut Kremers fez parte do elenco campeão da Seleção Alemã de Futebol, na Copa do Mundo de 1974. 

## Títulos
- Copa do Mundo de 1974